# سامور
رود سامور (به روسی: Самур، به ترکی آذری: Samurçay، به لزگی: Самурвацl، به روتولی: Самыр) رودخانه‌ای در جمهوری خودمختار داغستان است که بخشی از مسیر پایین‌دست آن، مرز میان داغستان و جمهوری آذربایجان را تشکیل می‌دهد.
این رودخانه از بلندی‌های ۳۶۰۰ متری به نام «قوتون‌داغی» در داغستان سرچشمه می‌گیرد و طول آن ۲۱۶ متر است. مساحت حوضه آبریز رودخانه سامور ۴۴۰۰ کیلومتر مربع است. رودخانه به دریای خزر می‌ریزد که بلندی مصب آن از سطح دریاهای آزاد ۲۸ متر پایین‌تر است.
منابع تأمین کننده آب رودخانه ۶۸ درصد برف، ۱۲ درصد باران و ۲۰ درصد آب‌های زیرزمینی است. رودخانه در بهار و پاییز، جریانی تندابی دارد. بده (دبی) سالانه رودخانه ۷۵ متر مکعب در ثانیه است. متوسط گل آلودگی آن ۱۹۶۰ گرم در متر مکعب است.
بر روی رودخانه سدی به نام «سامور» احداث شده و کانال‌های «سامور ـ آبشوران» و «سامور ـ دربند» آب آن را به زمین‌های کشاورزی می‌رساند.

## نام
نام سامور برای نخستین بار در آثار مؤلفان ایرانی و عرب ازجمله بلاذری، مقدسی، اصطخری و ابن حوقل در سده‌های ۹ تا ۱۱ میلادی آورده شده است. برخی از پژوهندگان ریشه نام «سامور» را قفقازی و پاره‌ای دیگر ترکی می‌دانند.
در سده نهم میلادی رودخانه‌ای به نام سامور در ایران و در سده دهم در اورال ذکر شده است. افزون بر آن دژی به نام سامور در ایران در سده ۱۹ وجود داشته است. در کوبان دو منطقه مسکونی به نام سامور و در ارمنستان روستایی به نام سامورلو وجود داشته است.